# Paramount International Networks
Paramount International Networks (PIN; anteriormente MTV Networks International (MTVNI), posteriormente Viacom International Media Networks (VIMN), después ViacomCBS Networks International (VCNI)) es la división internacional de Paramount Media Networks, que es una división de Paramount Skydance TV Media, propiedad de  Paramount Skydance Corporation. La división supervisa la producción, emisión y promoción de las principales marcas de Paramount fuera de los Estados Unidos. Estas marcas incluyen Paramount Network, Comedy Central, MTV, Nickelodeon, BET y Colors TV, así como los canales de la marca CBS, que son copropiedad de AMC Networks International. PIN también posee una participación del 30% en el estudio de animación Rainbow S.p.A. en Italia, así como una participación del 49% en una empresa conjunta india llamada Viacom18.

## Historia
VIMN fue creado a partir de un renombramiendo de MTV Networks de Viacom, que incluyó MTV, VH1 y Nickelodeon, para incluir a canales como Comedy Central. Robert Bakish ha sido presidente de VIMN desde 2011, habiendo desempeñado varios roles en Viacom desde 1997.

## Sedes
Las sedes de las redes están ubicadas en Nueva York y Londres. Otras oficinas internacionales se encuentran en Berlín, Estocolmo, Ámsterdam, Varsovia, Madrid, Milán, París, Singapur, Budapest, Buenos Aires, São Paulo y Sídney, entre otros. 
Sus primeras oficinas internacionales se abrieron a finales de la década de 1980 en Londres y Ámsterdam con el lanzamiento de MTV Europa. Fue creado a partir de un cambio de marca de MTV Networks de Viacom, que incluía MTV, VH1 y Nickelodeon, para incluir Comedy Central. Robert Bakish ha sido presidente de VIMN desde 2011, y ha ocupado varios cargos en Viacom desde 1997. 
Las marcas Paramount son vistas por 700 millones de hogares en todo el mundo, disponibles en 37 idiomas a través de 200 canales de TV programados y operados localmente y más de 550 propiedades de medios digitales.

## Lista de canales

### Reino Unido, Irlanda y Australia
- 5Star
- 5USA
- Channel 5
- Comedy Central New Zealand
- Comedy Central Reino Unido e Irlanda
- Milkshake!
- MTV Australia y Nueva Zelanda
- MTV Reino Unido e Irlanda
- Network 10
- Nickelodeon Australia y Nueva Zelanda
- Nickelodeon Reino Unido e Irlanda

### Europa, Oriente Medio, África y Asia
Paramount Networks EMEAA (antes MTV Networks Europe, Viacom International Media Networks Europe y ViacomCBS Networks EMEAA) es una filial de Paramount Global que presta servicios en Europa, Oriente Medio, África y Asia.
Actualmente está formada por las siguientes filiales
- Paramount Networks Northern Europe, que da servicio al Benelux (Países Bajos, Bélgica), países nórdicos (Dinamarca, Finlandia, Noruega, Suecia), Irlanda, DAPOL (Alemania, Austria, Polonia), Suiza de habla alemana, Estonia, Letonia, Lituania, Hungría, Macedonia del Norte, Rumanía, Ucrania y Rusia.
- Paramount Networks Southern Europe, Middle East, and Africa (SWEMEA), que da servicio a Francia, la Suiza francófona, Italia, España, Portugal, Oriente Medio y África.
  - Paramount Networks Italia, una división que se fundó en 2011 para que Viacom comprara una participación del 30% en el estudio de animación Rainbow S.p.A.

- BET África
- BET Francia
- Club MTV
- Colors TV
- Comedy Central Arabia (MENA)
- Comedy Central Africa
- Comedy Central Alemania
- Comedy Central Asia
- Comedy Central Austria
- Comedy Central Bélgica
- Comedy Central España
- Comedy Central Extra Adria
- Comedy Central Francia
- Comedy Central India
- Comedy Central Países Bajos (Family - Extra)
- Comedy Central Polonia (Family)
- Comedy Central Suecia
- Comedy Central Suiza
- Game One Francia
- J-One Francia
- MTV 80s
- MTV 90s
- MTV 00s
- MTV Arabia
- MTV África
- MTV Alemania
- MTV Asia
- MTV Base África
- MTV Dinamarca
- MTV España
- MTV Finlandia
- MTV Flanders
- MTV Francia
- MTV Hits Europa
- MTV Hits Francia
- MTV India
- MTV Indonesia
- MTV Japón
- MTV Live
- MTV Netherlands
- MTV Noruega
- MTV Polonia
- MTV Rusia
- MTV Suecia
- MTV Suiza
- MTV Tailandia
- MTV Vietnam
- Nick Jr África
- Nick Jr Arabia (MENA)
- Nick Jr. Asia
- Nick Jr.
- Nick Jr. España
- Nick Jr. Flanders
- Nick Jr. Netherlands
- Nick Jr. Polonia
- Nick Jr. Suecia
- Nickelodeon África
- Nickelodeon Alemania
- Nickelodeon Arabia (MENA)
- Nickelodeon Asia
- Nickelodeon Austria
- Nickelodeon Escandinavia (Dinamarca - Finlandia - Noruega - Suecia)
- Nickelodeon España y Portugal
- Nickelodeon Filipinas
- Nickelodeon Francia
- Nickelodeon HD Europa
- Nickelodeon India
- Nickelodeon Junior Francia
- Nickelodeon Países Bajos
- Nickelodeon Polonia
- Nickelodeon Rusia & CEI
- Nickelodeon Suiza
- Nickelodeon Teen Francia
- NickMusic Netherlands & Flanders
- Nicktoons Netherlands & Flanders
- Paramount Channel Asia
- Paramount Channel Francia
- Paramount Channel Hungría
- Paramount Channel Rusia
- Paramount Network España
- SBS MTV (en conjunto con SBS Medianet)
- Spike Netherlands & Flanders
- The Paramount Channel Polska (anteriormente Viacom Blink!)
- TMF
- VH1 Adria
- VH1 Dinamarca
- VH1 Indonesia
- VIVA Alemania
- VIVA Austria
- VIVA Polonia
- VIVA Suiza

### América
Paramount Networks Americas (antes MTV Networks Latin America, Viacom International Media Networks The Americas y ViacomCBS Network Americas) es una filial regional de Paramount Networks International. Su sede operativa se encuentra en Miami, Florida, Estados Unidos, y además de México, Brasil, Argentina y Colombia. Al tener su sede en Estados Unidos, todos los canales de PNA están regulados por la Comisión Federal de Comunicaciones, el organismo regulador de la radiodifusión estadounidense, a pesar de no transmitir todavía para Estados Unidos.
- Comedy Central Brasil
- Comedy Central Latinoamérica
- Chilevisión
- MTV (Brasil)
- Club MTV
- MTV 80s
- MTV 00s
- MTV Hits
- MTV Latinoamérica
- MTV Live
- TeenNick
- Nick Jr. Latinoamérica
- Nickelodeon Brasil
- Nickelodeon Latinoamérica
- Nickelodeon Canadá
- NickMusic
- Paramount Network Brasil
- Paramount Network Latinoamérica
- Telefe
- Telefe Internacional

## Propiedades adicionales
La red también incluye marcas adicionales como Viacom Blink! disponible en Polonia, Paramount Channel en España, Francia, Rusia y Hungría, y canales de Paramount Comedy en España y Rusia. Además, Paramount International Networks utiliza sus operaciones existentes en los Estados Unidos como Paramount Network, Shockwave y BET y adapta sus dominios .com con publicidad localizada para audiencias en Asia, Europa y América Latina.